# Coenosia filipennis
Coenosia filipennis este o specie de muște din genul Coenosia, familia Muscidae, descrisă de Lamb în anul 1909. Conform Catalogue of Life specia Coenosia filipennis nu are subspecii cunoscute.